# Trouble with the Curve
Trouble with the Curve (conocida como Golpe de efecto en España y Curvas de la vida en Hispanoamérica) es una película dramática estadounidense dirigida por  Robert Lorenz y protagonizada por Clint Eastwood, Amy Adams, Justin Timberlake, Matthew Lillard y John Goodman. Su rodaje comenzó en Georgia en marzo de 2012 y su fecha de estreno en Estados Unidos es el 21 de septiembre del mismo año.

## Trama
Un veterano cazatalentos del equipo de béisbol Atlanta Braves llamado Gus Lobel (Clint Eastwood) se dispone a confirmar si aún tiene valor como cazatalentos a pesar de su edad y su incipiente ceguera. Gus, a regañadientes, lleva a su hija, la brillante abogada Mickey (Amy Adams), en su último viaje a Carolina del Norte para descubrir a un nuevo talento, Bo Gentry (Joe Massingill). En el camino, Gus se reencuentra con Johnny «Flames» Flanagan (Justin Timberlake), un joven cazatalentos de los Boston Red Sox que tiene una historia de amistad con Gus desde que lo descubrió cuando era un jugador de béisbol pero su carrera se perdió por mal manejo de los entrenadores y por no seguir los consejos de Gus. Johnny, además, se interesa por su hija, algo que Gus no desaprueba.
El contrato de Gus con los Atlanta Braves está a punto de terminar y es importante su sugerencia para la primera selección colegial, de eso depende su renovación. Al final, Gus le dice a su jefe y amigo, Pete Klein (John Goodman), que no tomen a Bo Gentry porque el joven prospecto tiene problemas con los lanzamientos de curva, pero los Braves lo contratan de todas maneras a insistencia de otro joven ejecutivo de Atlanta, Phillip Sanderson (Matthew Lillard). Gus y Mickey se molestan con la decisión del equipo y regresan a casa. Antes de partir, Mickey descubre en los jardines de su hotel al hijo de la empleada del hotel, un talentoso y desconocido pitcher, Rigoberto «Rigo» Sánchez (Jay Galloway), y aunque es inusual, decide llevarlo al estadio de los Braves, el Turner Field, para hacerle una prueba y lo enfrenta a Bo Gentry, donde se demuestra el error del equipo de tomar a Gentry a pesar de la recomendación de Gus de no hacerlo. Al final optan por contratar a Sánchez y Mickey será su agente.
Vince (Robert Patrick), el gerente del equipo quiere renovar el contrato de Gus y él solo le responde que lo pensará. Momentos después, del despacho de abogados le llaman a Mickey para informarle que la quieren nombrar socia de la firma y ella simplemente les responde que lo pensará.

## Reparto
| Actor                  | Personaje                |
| ---------------------- | ------------------------ |
| Clint Eastwood         | Gus Lobel                |
| Amy Adams              | Mickey Lobel             |
| Justin Timberlake      | Johnny "Flames" Flanagan |
| Matthew Lillard        | Phillip Sanderson        |
| John Goodman           | Pete Klein               |
| Robert Patrick         | Vince                    |
| Scott Eastwood         | Billy Clark              |
| Ed Lauter              | Max                      |
| Chelcie Ross           | Smitty                   |
| Raymond Anthony Thomas | Lucious                  |
| George Wyner           | Rosenbloom               |
| Bob Gunton             | Watson                   |
| James Patrick Freetly  | Todd                     |
| Joe Massingill         | Bo Gentry                |
| Jay Galloway           | Rigo Sánchez             |

## Doblaje
| Personaje                | Actor original (EE. UU.) | Actor de doblaje (España) | Actor de doblaje (Hispanoamérica) |
| ------------------------ | ------------------------ | ------------------------- | --------------------------------- |
| Gus Lobel                | Clint Eastwood           | Constantino Romero        | Blas García                       |
| Mickey Lobel             | Amy Adams                | Elisa Beuter              | Gaby Beltrán                      |
| Johnny «Flames» Flanagan | Justin Timberlake        | Manuel Gimeno             | Irwin Daayán                      |
| Phillip Sanderson        | Matthew Lillard          | Manuel Osto               | José Arenas                       |
| Pete Klein               | John Goodman             | Camilo García             | Arturo Mercado                    |
| Vince                    | Robert Patrick           | Jordi Ribes               | Martín Soto                       |

## Promoción
El primer avance de Trouble with the Curve se divulgó a través de Yahoo! Movies el 8 de agosto de 2012.

## Recepción

### Crítica
Trouble with the Curve recibió opiniones mixtas. El sitio web especializado Rotten Tomatoes reportó que el 51% de los críticos aprobó el filme, basándose en ciento diecisiete reseñas, con una calificación promedio de 5,8 de un máximo de 10. El consenso del sitio es que, si bien es predecible y dramáticamente no impresionante, Trouble with the Curve se beneficia del carisma de Clint Eastwood y su química con Amy Adams.
En el sitio Metacritic, que asigna una calificación máxima de 100 tomando en cuenta la opinión de críticos comerciales, la película recibió un promedio de 58 sobre la base de treinta y siete reseñas.

### Taquilla
Durante su primer fin de semana en la cartelera estadounidense, Trouble with the Curve fue exhibida en 3212 salas y recaudó US$12 720 000, quedando en el tercer lugar después de End of watch y House at the End of the Street. A abril de 2013, ha recaudado US$39 018 959 en todo el mundo.

## Curiosidades
Esta fue la última película en la cual el ilustre actor de doblaje español Constantino Romero, que tantas veces interpretó la voz de Clint Eastwood en su país, trabajó antes de anunciar su retirada y fallecer a los pocos meses por la enfermedad que le acompañaba.